# Seznam televizních seriálů podle komiksů DC Comics
Seznam televizních seriálů podle komiksů DC Comics uvádí chronologický přehled oficiálních televizních seriálů, které vznikly podle komiksové předlohy vydané vydavatelstvím DC Comics, nebo některým jiným vydavatelstvím, které je v majetku DC Comics.

## Hrané seriály
| Roky                           | Název                      | Stanice                                    | Počet                              | Autoři seriálu                                                  | Poznámky                            |
| Ukončené seriály               | Ukončené seriály           | Ukončené seriály                           | Ukončené seriály                   | Ukončené seriály                                                | Ukončené seriály                    |
| ------------------------------ | -------------------------- | ------------------------------------------ | ---------------------------------- | --------------------------------------------------------------- | ----------------------------------- |
| 1952–1958                      | Adventures of Superman     | v syndikaci                                | 6 řad, 104 dílů                    | Whitney Ellsworth a Robert Maxwell                              |                                     |
| 1966–1968                      | Batman                     | ABC                                        | 3 řady, 120 dílů                   | William Dozier a Lorenzo Semple, Jr.                            |                                     |
| 1974–1976                      | Shazam!                    | CBS                                        | 3 řady, 28 dílů                    | Norm Prescott a Lou Scheimer                                    |                                     |
| 1975–1976                      | Isis                       | CBS                                        | 2 řady, 22 dílů                    | Marc Richards                                                   |                                     |
| 1975–1979                      | Wonder Woman               | ABC (1. řada) CBS (2. a 3. řada)           | 3 řady, 60 dílů                    | Stanley Ralph Ross                                              |                                     |
| 1979                           | Legends of the Superheroes | NBC                                        | 1 řada, 2 díly                     | Mike Marmer a Peter Gallay                                      | minisérie dvou televizních speciálů |
| 1988–1992                      | Superboy                   | v syndikaci                                | 4 řady, 100 dílů                   | Ilya Salkind a Alexander Salkind                                |                                     |
| 1990–1993                      | Swamp Thing                | USA Network                                | 3 řady, 72 dílů                    | Joseph Stefano                                                  |                                     |
| 1990–1991                      | Blesk                      | CBS                                        | 1 řada, 22 dílů                    | Danny Bilson a Paul De Meo                                      |                                     |
| 1992                           | Human Target               | ABC                                        | 1 řada, 7 dílů                     | Paul De Meo a Danny Bilson                                      |                                     |
| 1993–1997                      | Superman                   | ABC                                        | 4 řady, 88 dílů                    | Deborah Joy LeVine                                              |                                     |
| 2001–2011                      | Smallville                 | The WB (1.–5. řada) The CW (6.–10. řada)   | 10 řad, 218 dílů                   | Alfred Gough a Miles Millar                                     |                                     |
| 2002–2003                      | Birds of Prey              | The WB                                     | 1 řada, 13 dílů                    | Laeta Kalogridis                                                |                                     |
| 2010–2011                      | Lidský terč                | Fox                                        | 2 řady, 25 dílů                    | Jonathan E. Steinberg                                           |                                     |
| 2012–2020                      | Arrow                      | The CW                                     | 8 řad, 170 dílů                    | Greg Berlanti, Marc Guggenheim a Andrew Kreisberg               | součást Arrowverse                  |
| 2014–2019                      | Gotham                     | Fox                                        | 5 řad, 100 dílů                    | Bruno Heller                                                    |                                     |
| 2014–2015                      | Constantine                | NBC                                        | 1 řada, 13 dílů                    | Daniel Cerone a David S. Goyer                                  |                                     |
| 2015–2019                      | iZombie                    | The CW                                     | 5 řad, 71 dílů                     | Rob Thomas a Diane Ruggiero-Wright                              |                                     |
| 2016–2019                      | Preacher                   | AMC                                        | 4 řady, 43 dílů                    | Sam Catlin, Seth Rogen a Evan Goldberg                          |                                     |
| 2017                           | Powerless                  | NBC                                        | 1 řada, 12 dílů                    | Ben Queen                                                       |                                     |
| 2018–2019                      | Krypton                    | Syfy                                       | 2 řady, 20 dílů                    | David S. Goyer                                                  |                                     |
| 2018–2021                      | Black Lightning            | The CW                                     | 4 řady, 58 dílů                    | Salim Akil                                                      | součást Arrowverse                  |
| 2019                           | Bažináč                    | DC Universe                                | 1 řada, 10 dílů                    | Gary Dauberman a Mark Verheiden                                 |                                     |
| 2019                           | Watchmen                   | HBO                                        | 1 řada, 9 dílů                     | Damon Lindelof                                                  |                                     |
| Vysílané seriály               |                            |                                            |                                    |                                                                 |                                     |
| 2014–dosud                     | Flash                      | The CW                                     | 7 řad, dílů                        | Greg Berlanti, Andrew Kreisberg a Geoff Johns                   | součást Arrowverse                  |
| 2015–dosud                     | Supergirl                  | CBS (1. řada) The CW (2.–6. řada)          | 6 řad, dílů                        | Greg Berlanti, Ali Adler a Andrew Kreisberg                     | součást Arrowverse                  |
| 2016–dosud                     | Legends of Tomorrow        | The CW                                     | 6 řad, dílů                        | Greg Berlanti, Marc Guggenheim, Andrew Kreisberg a Phil Klemmer | součást Arrowverse                  |
| 2016–dosud                     | Lucifer                    | Fox (1.–3. řada) Netflix (4.–5. řada)      | 5 řad, dílů                        | Tom Kapinos                                                     |                                     |
| 2018–dosud                     | Titans                     | DC Universe (1.-2. řada) HBO Max (3. řada) | 2 řady, dílů                       | Akiva Goldsman, Geoff Johns a Greg Berlanti                     |                                     |
| 2019–dosud                     | Doom Patrol                | DC Universe (1.-2. řada) HBO Max (3. řada) | 2 řady, 34 dílů                    | Jeremy Carver                                                   | spin-off seriálu Titans             |
| 2019–dosud                     | Banda                      | Prime Video                                | 2 řady, 19 dílů                    | Eric Kripke                                                     |                                     |
| 2019–dosud                     | Pennyworth                 | Epix                                       | 2 řady, dílů                       | Bruno Heller                                                    |                                     |
| 2019–dosud                     | Batwoman                   | The CW                                     | 2 řady, dílů                       | Caroline Dries                                                  | součást Arrowverse                  |
| 2020–dosud                     | Stargirl                   | DC Universe (1. řada) The CW (2. řada)     | 2 řady, 26 dílů                    | Geoff Johns                                                     |                                     |
| 2021–dosud                     | Superman a Lois            | The CW                                     | 1 řada, dílů                       | Greg Berlanti a Todd Helbing                                    | součást Arrowverse                  |
| Objednané seriály              |                            |                                            |                                    |                                                                 |                                     |
|                                | DMZ                        | HBO Max                                    |                                    |                                                                 |                                     |
| Peacemaker                     | HBO Max                    |                                            |                                    | součást DC Extended Universe                                    |                                     |
| The Sandman                    | Netflix                    |                                            |                                    |                                                                 |                                     |
| Sweet Tooth: Chlapec s parožím | Netflix                    |                                            |                                    |                                                                 |                                     |
| Y: The Last Man                | FX                         |                                            | Michael Green a Aïda Mashaka Croal |                                                                 |                                     |
| V přípravě                     |                            |                                            |                                    |                                                                 |                                     |
|                                | Green Lantern              | HBO Max                                    |                                    |                                                                 |                                     |
| Strange Adventures             | HBO Max                    |                                            |                                    | antologie                                                       |                                     |
| DC Super Hero High             | HBO Max                    |                                            |                                    |                                                                 |                                     |
| BizarroTV                      | DC Universe                |                                            |                                    | antologie                                                       |                                     |
| Justice League Dark            | HBO Max                    |                                            |                                    |                                                                 |                                     |

### Natočené pilotní díly
| Rok  | Název                      | Stanice          | Autoři                         | Poznámky                |
| ---- | -------------------------- | ---------------- | ------------------------------ | ----------------------- |
| 1958 | The Adventures of Superpup | nevysíláno       | Whitney Ellsworth              |                         |
| 1961 | The Adventures of Superboy | nevysíláno       | Whitney Ellsworth              |                         |
| 1974 | Wonder Woman               | ABC              | John D. F. Black               |                         |
| 1990 | Human Target               | nevysíláno       |                                | původně pro ABC         |
| 1997 | Justice League of America  | nevysíláno v USA | Lorne Cameron a David Hoselton | původně pro CBS         |
| 2005 | Global Frequency           | nevysíláno       | John Rogers                    | původně pro The WB      |
| 2006 | Aquaman                    | nevysíláno v USA | Alfred Gough a Miles Millar    | původně pro The WB      |
| 2011 | Wonder Woman               | nevysíláno       | David E. Kelley                | původně pro NBC         |
| 2017 | Scalped                    | nevysíláno       | Doug Jung                      | původně pro WGN America |

## Animované seriály
| Roky             | Název                              | Stanice                                              | Počet                     | Autoři seriálu                                             | Poznámky         |
| Ukončené seriály | Ukončené seriály                   | Ukončené seriály                                     | Ukončené seriály          | Ukončené seriály                                           | Ukončené seriály |
| ---------------- | ---------------------------------- | ---------------------------------------------------- | ------------------------- | ---------------------------------------------------------- | ---------------- |
| 1967–1970        | Aquaman                            | CBS                                                  | 1 řada, 36 dílů           |                                                            |                  |
| 1968–1969        | The Batman/Superman Hour           | CBS                                                  | 1 řada, 34 dílů           |                                                            |                  |
| 1977             | The New Adventures of Batman       | CBS                                                  | 1 řada, 16 dílů           |                                                            |                  |
| 1978–1980        | Tarzan and the Super 7             | CBS                                                  | 1 řada, 33 dílů           |                                                            |                  |
| 1978             | Challenge of the Super Friends     | ABC                                                  | 2 řady, 16 dílů           |                                                            |                  |
| 1980–1982        | Super Friends                      | ABC                                                  | 2 řady, 16 dílů           |                                                            |                  |
| 1988             | Superman                           | CBS                                                  | 1 řada, 13 dílů           |                                                            |                  |
| 1990–1991        | Swamp Thing                        | CBS                                                  | 1 řada, 5 dílů            | Len Wein a Bernie Wrightson                                |                  |
| 1992–1995        | Batman                             | Fox Kids                                             | 4 řady, 85 dílů           | Bruce W. Timm a Eric Radomski                              |                  |
| 1994–1995        | Krycí jméno: Tygři                 | CBS                                                  | 1 řada, 13 dílů           | Bruce Timm a Paul Dini                                     |                  |
| 1996–2000        | Superman                           | The WB                                               | 3 řady, 54 dílů           |                                                            |                  |
| 1997–1999        | The New Batman Adventures          | The WB                                               | 1 řada, 24 dílů           | Bruce Timm a Paul Dini                                     |                  |
| 1999–2001        | Batman budoucnosti                 | The WB                                               | 3 řady, 52 dílů           | Bruce Timm, Paul Dini a Alan Burnett                       |                  |
| 2000–2004        | Static Shock                       | The WB                                               | 4 řady, 52 dílů           | Dwayne McDuffie, Denys Cowan, Derek Dingle a Michael Davis |                  |
| 2001–2002        | The Zeta Project                   | The WB                                               | 2 řady, 26 dílů           | Robert Goodman                                             |                  |
| 2001–2004        | Liga spravedlivých                 | Cartoon Network                                      | 2 řady, 52 dílů           |                                                            |                  |
| 2003–2006        | Teen Titans                        | Cartoon Network a The WB                             | 5 řad, 65 dílů - 1 online | David Slack                                                |                  |
| 2004–2008        | Batman vítězí                      | The WB (1.–3. řada) The CW (4. a 5. řada)            | 5 řad, 65 dílů            | Michael Goguen a Duane Capizzi                             |                  |
| 2004–2006        | Justice League Unlimited           | Cartoon Network                                      | 3 řady, 39 dílů           | Bruce Timm a Paul Dini                                     |                  |
| 2005–2006        | Superpes Krypto                    | Cartoon Network                                      | 2 řady, 39 dílů           |                                                            |                  |
| 2006–2008        | Legion of Super Heroes             | The CW                                               | 2 řady, 26 dílů           |                                                            |                  |
| 2008–2011        | Batman: Odvážný hrdina             | Cartoon Network                                      | 3 řady, 65 dílů           |                                                            |                  |
| 2009             | Superman: Red Son Motion Comics    |                                                      | 1 řada, 12 dílů           |                                                            |                  |
| 2012–2013        | Green Lantern: The Animated Series | Cartoon Network                                      | 1 řada, 26 dílů           |                                                            |                  |
| 2013–2014        | Beware the Batman                  | Cartoon Network (2013) Adult Swim (2014)             | 1 řada, 26 dílů           |                                                            |                  |
| 2016-2018        | Justice League Action              | Cartoon Network                                      | 1 řada, 52 dílů           |                                                            |                  |
| Vysílané seriály |                                    |                                                      |                           |                                                            |                  |
| 2010–dosud       | Young Justice                      | Cartoon Network (1. a 2. řada) DC Universe (3. řada) | 3 řady, 59 dílů           | Brandon Vietti a Greg Weisman                              |                  |
| 2013–dosud       | Mladí Titáni do toho!              | Cartoon Network                                      | 5 řad, 229 dílů           |                                                            |                  |
| 2019–dosud       | Harley Quinn                       | DC Universe                                          | 1 řada, 13 dílů           |                                                            |                  |
| 2021             | Aquaman: King Of Atlantis          | HBO Max                                              |                           |                                                            | Mini série       |
| V přípravě       |                                    |                                                      |                           |                                                            |                  |
|                  | Batman: Caped Crusader             | HBO Max, Cartoon Network                             |                           |                                                            |                  |

### Webové seriály
| Roky             | Název                       | Místo zveřejnění | Počet            | Autoři seriálu                       | Poznámky           |
| Ukončené seriály | Ukončené seriály            | Ukončené seriály | Ukončené seriály | Ukončené seriály                     | Ukončené seriály   |
| ---------------- | --------------------------- | ---------------- | ---------------- | ------------------------------------ | ------------------ |
| 2000–2002        | Gotham Girls                | Warnerbros.com   | 1 řada, 30 dílů  | Paul Dini a Hilary J. Bader          |                    |
| 2015–2016        | Vixen                       | CW Seed          | 2 řady, 13 dílů  |                                      | součást Arrowverse |
| 2017–2018        | Freedom Fighters: The Ray   | CW Seed          | 2 řady, 12 dílů  |                                      | součást Arrowverse |
| 2018–2019        | Constantine: City of Demons | CW Seed          | 1 řada, 2 díly   |                                      |                    |
| Vysílané seriály |                             |                  |                  |                                      |                    |
| 2015–dosud       | DC Super Hero Girls         | YouTube          | 5 řad, 112 dílů  | Shea Fontana, Lisa Yee a Aria Moffly |                    |